# Правило Монара
Правило Монара (правило представництва роду одним  видом) — правило, згідно з яким в однорідних умовах і на обмеженій території будь-який рід представлений, як правило, тільки одним видом. Сформульовано А. Монаром (1919). До такого висновку Монар прийшов у результаті вивчення  фауни швейцарського озера Невшатель. Пізніше правило Монара було підтверджено неодноразово іншими авторами: (Комаров, 1940; Радованович (Radovanovic), 1959; Майр, 1968; Ренд, 1969; Ярошенко, 1975 і ін.) на прикладі наземної  флори і фауни. Ймовірно (Дедю, 1988), правило Монара є наслідком біоценотичних принципів Тінемана. Мабуть, це пов'язано з близькістю екологічних  ніш видів одного роду.
У той же час, правило Монара цілком узгоджується з двома правилами Жаккара:
1. Видове багатство територій пропорційне різноманітності екологічних умов.
2. Екологічна різноманітність зростає із збільшенням розглянутого простору і падає із зростанням одноманітності умов. З цього випливає, що чим різноманітніші умови проживання, тим більше і видове багатство — тобто видова і екосистемна різноманітність тісно взаємопов'язані.

## Ресурси Інтернету
- Дедю И. И. Экологический энциклопедический словарь. — Кишинев, 1989.